# Can Salvi (Sant Llorenç Savall)
Can Salvi és una masia de Mas Riera de Sant Sebastià, en el terme municipal de Sant Llorenç Savall, a la comarca catalana del Vallès Occidental. És una obra inclosa en l'Inventari del Patrimoni Arquitectònic de Catalunya.

## Descripció
Està situada a 691,2 metres d'altitud, a prop de l'extrem nord-est de Sant Llorenç Savall i de la línia termenal amb Gallifa i, per tant, amb la comarca del Vallès Oriental. És al nord de la masia de Can Sallent.
És una masia rectangular amb teulada a doble vessant. Les finestres són allindanades i amb ampit. El parament és de pedres petites sense devastar unides amb morter.

## Història
En el lloc on hi havia Cal Salvi, anteriorment hi havia una masia anomenada mas Riera. Aquest mas està documentat des del 1530 però fou abandonat i quedà en ruïnes. Al segle xviii es van edificar una sèrie de cases al marge esquerre de la riera de Sant Sebastià (Cal Xec, Cal Manel i cal Cintet) i entre elles estava Cal Salvi, que s'edificà sobre les ruïnes del mas Riera. En un document de 1889 la masia apareix mencionada com a cal Salvi de mas Riera. El 1949 fou escenari de la mort a trets per la guàrdia civil del maquis anarquista Guillermo Ganuza, pertanyent al grup d'en Facerias. A principis del segle XX la masia es trobava en estat ruïnós però va ser restaurada i reformada als anys 90.